# Struthiola angustiloba
Struthiola angustiloba är en tibastväxtart som beskrevs av Alvah Peterson och O.M. Hilliard. Struthiola angustiloba ingår i släktet Struthiola och familjen tibastväxter. Inga underarter finns listade i Catalogue of Life.